# تيهوبو
تيهوبو هي قرية تقع جنوب غرب جزيرة تاهيتي، بولينزيا الفرنسية في جنوب المحيط الهادئ، تشتهر القرية بأمواجها الضخمة وهي مقصد مهم لمحبي رياضية الركمجة.